# Reakcja Dakina
Reakcja Dakina – reakcja chemiczna aldehydów bądź ketonów arylowych z nadtlenkiem wodoru w środowisku zasadowym, w wyniku której powstają odpowiednie fenole oraz kwasy karboksylowe. Reakcję ułatwiają podstawniki aktywujące pierścień aromatyczny (np. grupa hydroksylowa lub aminowa). Reakcję odkrył Henry Drysdale Dakin, chemik pochodzenia brytyjskiego.
Nie należy mylić reakcji Dakina z reakcją Dakina-Westa przekształcania aminokwasów w aminoketony.